# Ksora
Ksora (δ Cassiopeiae / δ Cas / 37 Cassiopeiae) és el quart estel més brillant a la constel·lació de Cassiopea amb magnitud aparent +2,66. Coneguda també com a Ruchbah o Rucha, es troba a una mica menys de 100 anys llum de distància del sistema solar. Va ser utilitzada per Picard en 1669 per determinar latituds durant la seva mesura d'un arc de meridià, la qual cosa va constituir el primer ús del telescopi amb finalitats geodèsiques.
Ksora és un estel classificat com a gegant de tipus espectral A5III-IV la temperatura efectiva del qual és de 8400 K. Se'l considera un estel gegant no tant per la seva grandària —el seu radi és quatre vegades major que el radi solar—, sinó perquè ha abandonat la seqüència principal en haver acabat de fusionar l'hidrogen del seu nucli. La seva composició metàl·lica és una mica inferior a la solar ([Fe/H] = -0,16). Amb una edat aproximada de 600 milions d'anys, es pot considerar que ja ha començat a morir, i dins d'uns 10 milions d'anys serà un autèntic estel gegant quant a grandària. La seva massa és 2,5 vegades la massa solar i la seva lluminositat és equivalent a 63 sols.
Ksora és un binari eclipsant del tipus variable Algol. Cada 759 dies sofreix un eclipsi parcial d'un company més petit que passa per davant, del qual de moment, res no se'n coneix.